# Mbutu (Nzega)
Mbutu è una circoscrizione rurale (rural ward) della Tanzania situata nel distretto rurale di Nzega, regione di Tabora. Conta una popolazione di 22 127 abitanti (censimento 2022).